# Nouzilly
 Nouzilly  es una población y comuna francesa, situada en la región de  Centro, departamento de Indre y Loira, en el distrito de Tours y cantón de Château-Renault.

## Demografía
| 687 | 669 | 666 | 739 | 1086 | 1104 |
| Para los censos de 1962 a 1999 la población legal corresponde a la población sin duplicidades (Fuente: INSEE [Consultar]) |     |     |     |      |      |